# Науа (Сирия)
Науа (на арабски: نوى) е град в югозападната част на Сирия.
Намира се в мухафаза Дараа, на 85 км южно от град Дамаск. Населението му е 62 429 души към 2012 година.